# جينيفر نيتليس
جينيفر أوديسا نيتليس (Jennifer Odessa Nettles) من مواليد 12 سبتمبر 1974. هي مغنية كانتري وكاتبة أغاني أمريكية.أكثر ما تعرف به كونها المؤدي الصوتي في الفرقة الثنائية شوجرلاند إلى جانب كريستيان بوش.قبل تأسيسها للفرقة شاركت جينيفر في منطقة أطلنطا في عدد من الفرق يمثل (بالإنجليزية: Soul Miner's Daughter)‏ و (بالإنجليزية: Jennifer Nettles Band)‏. كما أنها اختيرت كشريك مع بون جوفي في النسخة الريفية لأغنية الروك في عام 2006 "(بالإنجليزية: Who Says You Can't Go Home)‏ " والتي جائت في المركز الأول في تصنيف بيلبورد الأغاني الكانتري.

## روابط خارجية
- جينيفر نيتليس على موقع IMDb (الإنجليزية)
- جينيفر نيتليس على موقع ألو سيني (الفرنسية)
- جينيفر نيتليس على موقع ميوزك برينز (الإنجليزية)
- جينيفر نيتليس على موقع رولينغ ستون (الإنجليزية)
- جينيفر نيتليس على موقع قاعدة بيانات برودواي على الإنترنت (الإنجليزية)
- جينيفر نيتليس على موقع إن إن دي بي (الإنجليزية)
- جينيفر نيتليس على موقع أول ميوزيك (الإنجليزية)
- جينيفر نيتليس على موقع ديسكوغز (الإنجليزية)
- جينيفر نيتليس على موقع قاعدة بيانات الفيلم (الإنجليزية)
- جينيفر نيتليس على موقع كينوبويسك (الروسية)